# Euphorbia hubertii
Euphorbia hubertii är en törelväxtart som beskrevs av Ferdinand Albin Pax. Euphorbia hubertii ingår i släktet törlar, och familjen törelväxter. Inga underarter finns listade i Catalogue of Life.